# Lavochkin
Phòng thiết kế Lavochkin (OKB-301) là một viện thiết kế (OKB), được đặt tên theo người thiết kế đứng đầu là Semyon Lavochkin. Phòng thiết kế này nổi tiếng với họ máy bay tiêm kích động cơ piston trong Chiến tranh Thế giới II, và sau đó chuyển sang thiết kế các loại tên lửa. Phòng thiết kế này đóng cửa vào năm 1960 do Lavochkin mất, nhưng sau đó được tái thành lập với tên gọi NPO Lavochkin với công việc thiết kế các tàu thăm do liên hành tinh cho chương trình trở lại Mặt Trăng, như chương trình Lunokhod, chương trình Vega, chương trình Phobos...
NPO Lavochkinlà tổ chức kế vị, một nhà sản xuất Nga tích cực trong thiết kế và ứng dụng kỹ thuật hàng không; chẳng hạn, tên lửa đẩy Fregat được sản xuất tại đây. NPO Lavochkin đôi khi còn được biết đến với tên gọi Hiệp hội sản xuất và nghiên cứu Lavochkin hay Hiệp hội Lavochkin. Hiện nay người đứng đầu là Valeriy Poletskiy.

## Máy bay
| - LaGG-1 - LaGG-3 - Gu-82 - K-37 - Gu-1 - La-5 - La-7 "Fin" - La-9 'Fritz' - La-11 'Fang' - La-15 'Fantail' - La-17 | - La-120 - La-126 - La-130 - La-132 - La-134 - La-138 - La-140 - La-150 - La-152 - La-154 - La-156 | - La-160 - La-168 - La-172 - La-174 - La-174TK - La-176 - La-180 - La-190 - La-200 - La-200B - La-205 là V-300, một SAM cho hệ thống phòng không S-25 - La-250 Anakonda |

## Rocket và tên lửa
- La-350 Burya
- Fregat

### Tên lửa đất đối không
- S-25 Berkut (SA-1 "Guild")
- S-75 Dvina (SA-2 "Guideline")

## Tàu vũ trụ
- Astron
- Lunokhod
  - Lunokhod 1
  - Lunokhod 2
- Các sứ mệnh Venera Venus
  - Sputnik 7
  - Venera 1
  - Sputnik 19
  - Sputnik 20
  - Sputnik 21
  - Cosmos 27
  - Venera 2
  - Venera 3
  - Venera 4
  - Venera 5
  - Venera 6
  - Venera 7
  - Venera 8
  - Cosmos 482
  - Venera 9
  - Venera 10
  - Venera 11
  - Venera 12
  - Venera 13
  - Venera 14
  - Venera 15
  - Venera 16
- Các sứ mệnhVega missions
  - Vega 1
  - Vega 2
- Sứ mệnh Mars-96 Mars
- Oko
- Spektr-R (RadioAstron) - kính thiên văn vô tuyến không gian dành riêng cho Very Long Baseline Interferometry
- Sứ mệnh Fobos-Grunt
- Sứ mệnh Luna-Glob

## Kỹ sư và nhà thiết kế chính
- Georgy Babakin
- Semyon Lavochkin